# Mitsioarchipel
Het Mitsioarchipel is een archipel van Madagaskar gelegen in de Straat Mozambique, Indische Oceaan. Het behoort tot de gemeente Nosy Be, in de regio Diana.
Het archipel kent 14 eilanden, waaronder:
- Nosy Mitsio
- Nosy Ankarea
- Les Quatre Frères
- Tsarabanjina, internationaal bekend door opnames van de BBC.